# The Higher Intelligence Agency
The Higher Intelligence Agency ist das Musikprojekt von Bobby Bird und Teilzeit-Kollaborateur Dave Wheels. Gegründet wurde das Projekt 1992 als Experiment für Live-Auftritte bei Birds Oscillate-Partys.
Bird betreibt auch das Plattenlabel Headphone Records und ist im Modulate-Kollektiv Mitveranstalter von Festivals, Konzerten und Performances.

## Diskographie

### Alben
- 1993: The Higher Intelligence Agency – Colourform (Beyond)
- 1995: The Higher Intelligence Agency – Freefloater (Beyond)
- 1996: Higher Intelligence Agency & Biosphere – Polar Sequences (Beyond)
- 1996: Deep Space Network (David Moufang und Jonas Grossmann) Meets Higher Intelligence Agency – Deep Space Network Meets Higher Intelligence Agency (Source Records)
- 1997: The Higher Intelligence Agency & Pete Namlook – S.H.A.D.O. (FAX +49-69/450464)
- 1997: System Error – Nothing (Headphone)
- 1999: The Higher Intelligence Agency & Pete Namlook – S.H.A.D.O. 2 (FAX +49-69/450464)
- 2000: Higher Intelligence Agency & Biosphere – Birmingham Frequencies – mit Biosphere (live)
- 2001: Higher Intelligence Agency – Speedlearn / Reform (Headphone)

### Singles & EPs
- 1993: The Higher Intelligence Agency The Speedlearn EP (Beyond)
- 1994: The Higher Intelligence Agency Colour Reform (Beyond)
- 1997: The Higher Intelligence Agency / Pete Namlook – S.H.A.D.O EP (FAX +49-69/450464)